# Kizuna (Satellit)
Kizuna (jap. きずな), die Bedeutung im deutschen ist Verbundenheit, oder WINDS (engl. Wideband InterNetworking engineering test and Demonstration Satellite) ist ein japanischer Kommunikationssatellit, welcher mit einer H-IIA-Trägerrakete am 23. Februar 2008 vom Tanegashima Space Center gestartet wurde.
Laut der JAXA bietet Kizuna bei Nutzung einer 45-Zentimeter-Satellitenantenne eine Downloadgeschwindigkeit von 155 MB/s. Für den industriellen Bereich wird bei einer 5-Meter-Antenne eine Bandbreite von 1,2 Gb/s angegeben.
Im Februar 2019 kam es zu einer Fehlfunktion; seitdem driftet Kizuna entlang der geostationären Bahn nach Westen. Die JAXA schaltete den Satelliten am 27. Februar 2019 ab.